# 亚历山大·普里约维奇
亚历山大·普里约维奇（羅馬化：Aleksandar Prijović，1990年4月21日—），瑞士、塞尔维亚男子足球运动员，场上位置是前锋。他曾代表塞尔维亚国家队参加2018年国际足联世界杯，结果队伍止步小组赛阶段。